# 삼성 갤럭시 S23
삼성 갤럭시 S23(Samsung Galaxy S23)은 삼성전자가 개발한 삼성 갤럭시 S 시리즈 소속 안드로이드 플래그십 스마트폰으로 2023년 2월 2일 새벽 3시에 갤럭시 언팩을 통해 공개된 스마트폰이다.

## 라인업
갤럭시 S23 시리즈는 기존 갤럭시 S22 시리즈와 동일한 라인업과 화면 크기를 공유하는 3개의 기기가 포함되어 있다. 보급형 갤럭시 S23은 48Hz~120Hz의 가변 리프레시 레이트, 8GB RAM, 128GB~512GB의 스토리지 옵션을 갖춘 평평한 6.1인치(155mm) 디스플레이를 특징으로 한다. 갤럭시 S23+는 더 큰 6.6인치(168mm) 폼 팩터에 유사한 하드웨어, 256GB 이상의 스토리지 옵션, 더 빠른 충전 속도 및 더 큰 배터리 용량을 갖추고 있다. 갤럭시 S23 울트라는 1Hz부터 시작하는 가변 리프레시 레이트, 8GB 또는 12GB RAM, 256GB부터 1TB까지 저장 옵션, 라인업에서 가장 큰 배터리 용량을 갖춘 커브드 6.8인치(173mm) 디스플레이를 특징으로 한다. 게다가, 그것은 더 진보된 카메라 설정, 더 높은 해상도의 디스플레이를 특징으로 하며, 이전의 갤럭시 S22 울트라와 마찬가지로 기능과 생산성을 향상시키기 위한 통합 S펜을 가지고 있다.

## 디자인

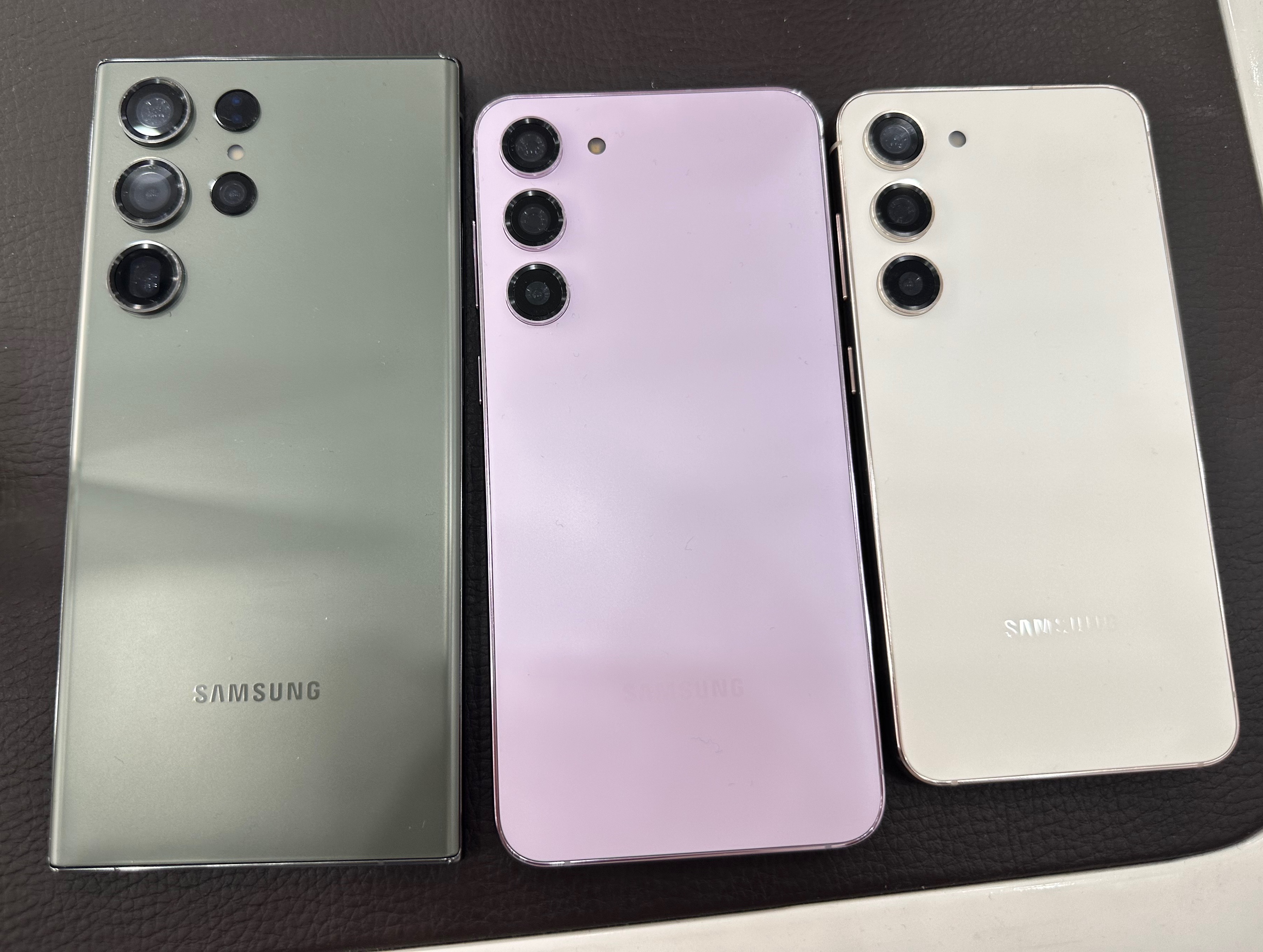
삼성 갤럭시 S23 (오른쪽), S23+ (가운데), S23 울트라 (왼쪽)의 후면 디자인

삼성 갤럭시 S23, S23+는 팬텀 블랙, 크림, 그린, 라벤더, 그래파이트, 라임의 6가지 색상으로 판매되고 있다. 그리고, 삼성 갤럭시 S23 울트라는 팬텀 블랙, 크림, 그린, 라벤더, 그래파이트, 라임, 스카이 블루, 레드의 8가지 색상으로 판매되고 있다.
그 중, 라임, 그라파이트, 스카이 블루, 레드 색상은 삼성닷컴 한정 색상이다.
| 갤럭시 S23 | 갤럭시 S23 | 갤럭시 S23       | 갤럭시 S23+ | 갤럭시 S23+ | 갤럭시 S23+      | 갤럭시 S23 울트라 | 갤럭시 S23 울트라 | 갤럭시 S23 울트라 |
| 색상       | 이름       | 온라인 전용 여부 | 색상        | 이름        | 온라인 전용 여부 | 색상              | 이름              | 온라인 전용 여부  |
|            | 팬텀블랙   | No               |             | 팬텀 블랙   | No               |                   | 팬텀블랙          | No                |
|            | 크림       | No               |             | 크림        | No               |                   | 크림              | No                |
|            | 그린       | No               |             | 그린        | No               |                   | 그린              | No                |
|            | 라벤더     | No               |             | 라벤더      | No               |                   | 라벤더            | No                |
|            | 그라파이트 | Yes              |             | 그라파이트  | Yes              |                   | 그라파이트        | Yes               |
|            | 라임       | Yes              |             | 라임        | Yes              |                   | 라임              | Yes               |
|            |            |                  |             |             |                  |                   | 스카이 블루       | Yes               |
|            | 레드       | Yes              |             |             |                  |                   |                   |                   |

## 사양

### 하드웨어

#### 칩셋
삼성 갤럭시 S23, S23+, S23 울트라는 갤럭시 칩에 퀄컴 스냅드래곤 8세대 2를 사용한다. Qualcomm Snapdragon 8 Gen 2 for Galaxy에는 연결을 위한 Qualcomm X70 모뎀을 갖춘 Octa-Core CPU와 Adreno 740 GPU가 포함되어 있다. Qualcomm Snapdragon 8 Gen 2 for Galaxy는 삼성을 위해 특별히 개발된 스냅드래곤 8 Gen 2의 특별한 버전이다. 일반 버전의 스냅드래곤과 삼성 버전의 차이점은 삼성 버전이 오버클럭된 Cortex-X3 코어를 3.20Ghz가 아닌 3.36Ghz로, 아드레노 740 GPU는 680Mhz가 아닌 719Mhz로 오버클럭된 것이 특징이다.

#### 디스플레이
S23 시리즈의 특징인 "다이내믹 AMOLED 2X"는 HDR10+ 지원과 "다이내믹 톤 매핑" 기술로 표시된다. 모든 모델은 2세대 초음파 인스크린 지문 센서를 사용한다.
| 모델       | 디스플레이 크기 | 디스플레이 해상도 | 최대 주사율 | 주사율          | 모양        |
| ---------- | --------------- | ----------------- | ----------- | --------------- | ----------- |
| S23        | 6.1 in (155 mm) | 2340×1080         | 120 Hz      | 48 Hz to 120 Hz | 플랫 사이드 |
| S23+       | 6.6 in (168 mm) | 2340×1080         | 120 Hz      | 48 Hz to 120 Hz | 플랫 사이드 |
| S23 울트라 | 6.8 in (173 mm) | 3088×1440         | 120 Hz      | 1 Hz to 120 Hz  | 커브 사이드 |

#### 카메라
| 모델            | 모델 | 갤럭시 S23 & S23+                                              | 갤럭시 S23 울트라                                              |
| --------------- | ---- | -------------------------------------------------------------- | -------------------------------------------------------------- |
| 광각            | 사양 | 50 MP, f/1.8, 24 mm, 1/1.56", 듀얼 픽셀 PDAF, OIS              | 200 MP, f/1.7, 24 mm, 1/1.3", PDAF, 레이저 AF, OIS             |
| 광각            | 모델 | Samsung S5KGN3                                                 | Samsung S5KHP2                                                 |
| 초광각          | 사양 | 12 MP, f/2.2, 13 mm, 1/2.55", S23 울트라만 듀얼 픽셀 PDAF 지원 | 12 MP, f/2.2, 13 mm, 1/2.55", S23 울트라만 듀얼 픽셀 PDAF 지원 |
| 초광각          | 모델 | Sony IMX564                                                    | Sony IMX564                                                    |
| 망원            | 사양 | 10 MP, f/2.4, 70 mm, 1/3.94", PDAF, OIS                        | 10 MP, f/2.4, 70 mm, 1/3.52", 듀얼 픽셍 PDAF, OIS              |
| 망원            | 모델 | Samsung S5K3K1                                                 | Sony IMX754                                                    |
| 페리스코프 망원 | 사양 | -                                                              | 10 MP, f/4.9, 240 mm, 1/3.52", 듀얼 픽셀 PDAF, OIS             |
| 페리스코프 망원 | 모델 | -                                                              | Sony IMX754                                                    |
| 전면            | 사양 | 12 MP, f/2.2, 26 mm, 1/3.24", PDAF                             | 12 MP, f/2.2, 26 mm, 1/3.24", PDAF                             |
| 전면            | 모델 | Samsung S5K3LU                                                 | Samsung S5K3LU                                                 |

,S23과 S23+에는 50MP 와이드 센서, 10MP 망원 센서 및 12MP 울트라 와이드 센서가 있다. S23 Ultra에는 200MP 와이드 센서, 두 개의 10MP 망원 센서 및 12MP 울트라 와이드 센서가 있다. 전면 카메라는 세 가지 모델 모두에서 12MP 센서를 사용한다.

#### 메모리
| 모델      | 갤럭시 S23 | 갤럭시 S23 | 갤럭시 S23+ | 갤럭시 S23+ | 갤럭시 S23 울트라 | 갤럭시 S23 울트라 |
| --------- | ---------- | ---------- | ----------- | ----------- | ----------------- | ----------------- |
|           | RAM        | 저장공간   | RAM         | 저장공간    | RAM               | 저장공간          |
| Variant 1 | 8 GB       | 128 GB     | -           | -           | 8 GB              | 256 GB            |
| Variant 2 | 8 GB       | 256 GB     | 8 GB        | 256 GB      | 12 GB             | 256 GB            |
| Variant 3 | 8 GB       | 512 GB     | 8 GB        | 512 GB      | 12 GB             | 512 GB            |
| Variant 4 | -          | -          | -           | -           | 12 GB             | 1 TB              |

삼성 갤럭시 S23는 8 GB의 RAM과 128 GB, 256 GB 및 512 GB의 내장 스토리지 옵션을 제공한다. 삼성 갤럭시 S23+는 8 GB의 RAM과 256 GB 및 512 GB의 내장 스토리지 옵션을 제공한다. 삼성 갤럭시 S23 울트라에는 8 GB의 RAM과 12 GB의 RAM, 256 GB, 512 GB, 1 TB의 내장 스토리지 옵션이 있다.

#### 배터리
S23, S23+ 및 S23 Ultra에는 각각 3,900 mAh, 4,700 mAh 및 5000 mAh Li-Po 배터리가 내장되어 있다. S23은 USB-C를 통한 유선 충전을 최대 25W(USB Power Delivery 사용)로 지원하는 반면 S23+ 및 S23 Ultra는 45W 충전 속도가 더 빠르다. 세 가지 모두 최대 15W의 Qi 유도 충전이 가능하다. 이 전화기는 또한 "Wireless PowerShare"로 브랜드화된 S23의 자체 배터리 전원에서 다른 Qi 호환 장치를 최대 4.5W로 충전할 수 있다.

### 소프트웨어
삼성 갤럭시 S23 폰은 삼성의 One UI 5.1 소프트웨어를 탑재한 안드로이드 13과 함께 출시되었다. 삼성 녹스는 향상된 장치 보안을 위해 포함되어 있으며 기업용으로 별도의 버전이 있다. 삼성은 4년간의 주요 안드로이드 OS 업데이트와 1년간의 추가 보안 업데이트로 총 5년치 업데이트를 약속했습니다.
2025년 6월 7일부터 삼성 갤럭시 S23 FE로 One UI 8.0와 안드로이드 16 버전으로 소프트웨어 업데이트가 적용할 수 있다.

## 사진

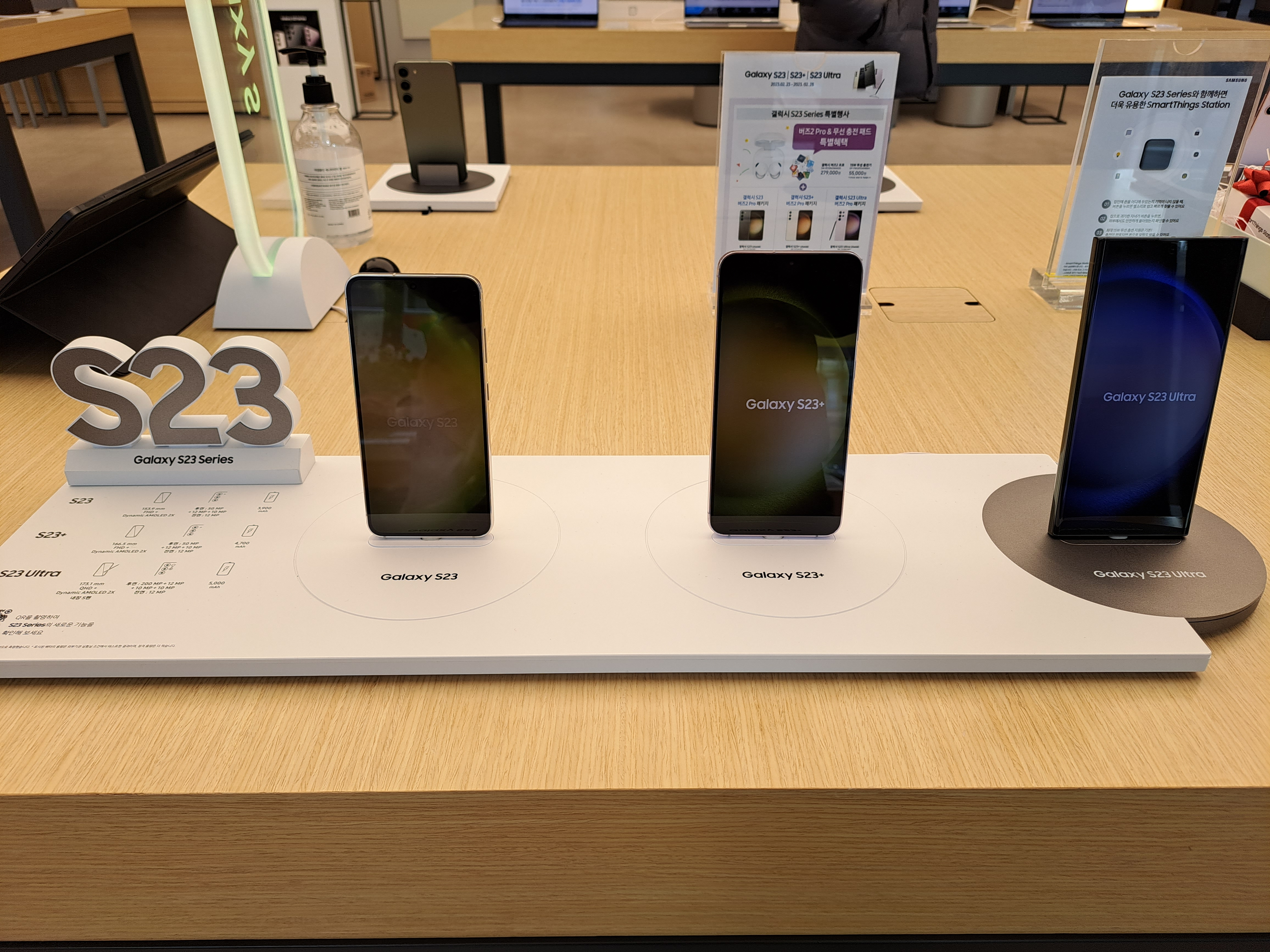
삼성 갤럭시 S23 시리즈
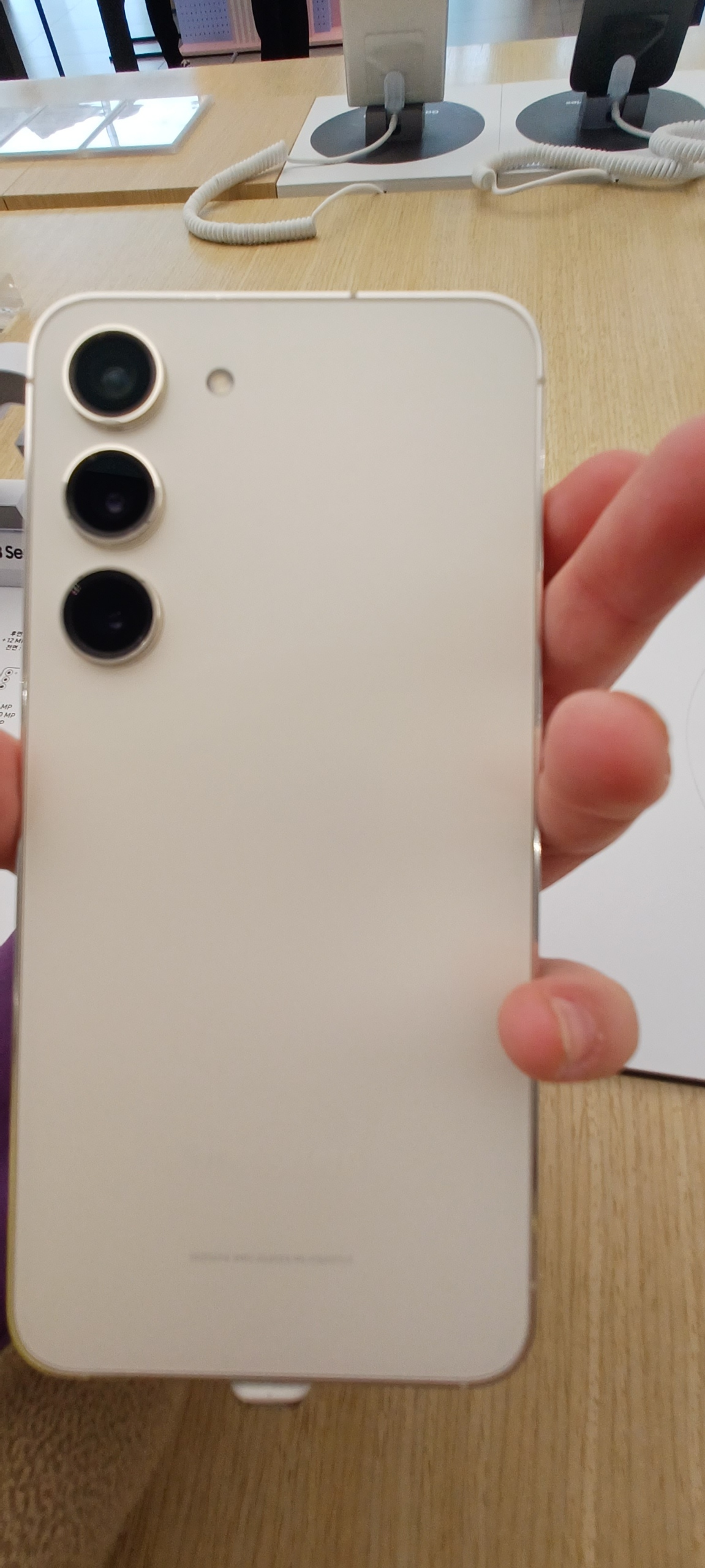
삼성 갤럭시 S23
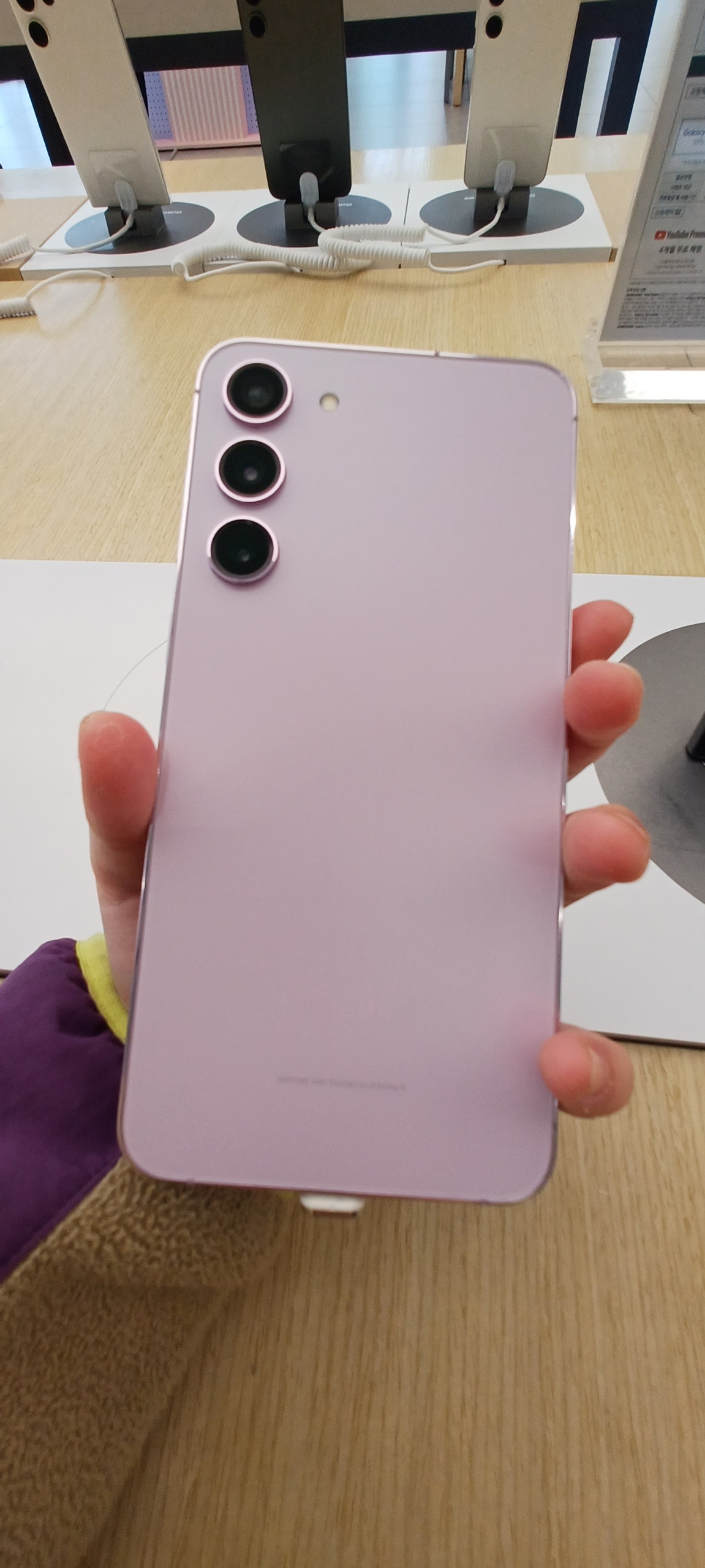
삼성 갤럭시 S23+
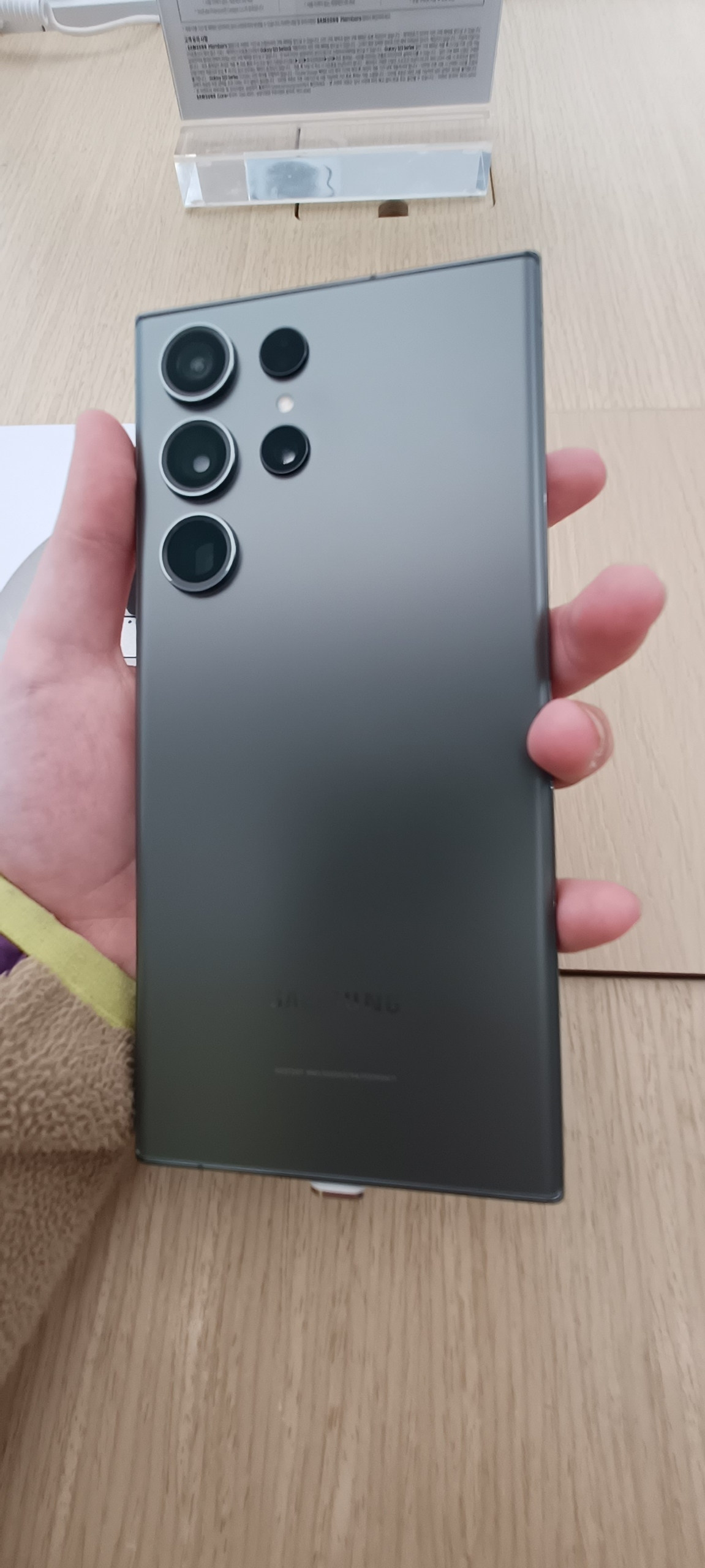
삼성 갤럭시 S23 울트라